# 欧锦葵
歐錦葵（學名：Malva sylvestris）是一種錦葵科錦葵屬的多年生草本植物，原產於歐洲、北非和西亞等地區。其植株高度可達 60 至 100 公分，葉片呈現掌狀，而花朵多為帶有深色條紋的紫色或粉紅色，開花時間通常在每年 4 月至 10 月。除了觀賞用途外，歐錦葵的花朵與葉片也常作為天然草藥，具有潤肺止咳、清熱解毒的功效 。

## 名稱
歐錦葵在英語國家的常見名稱為「Common Mallow」，而基於它的植株高度特性，還有「High Mallow」與「Tall Mallolw」等不同說法。在法語中，歐錦葵則稱為「Mauve des Bois」，具有「森林中的淡紫色」的涵義。有趣的是，由於歐錦葵的果實外觀呈現輪狀並形似乳酪，因此也有人將它稱為「Cheeses」。

## 描述
歐錦葵的莖部為直立且多分枝，表面則覆有柔軟的細毛，最高能生長到 150 公分。其葉片為互生並呈現掌狀，具有明顯的葉脈，背面則有星狀毛。葉部最大長度約為 7 公分，最大寬度約為 10 公分，而葉柄則可長達 20 公分。 花朵通常為紫色或粉紅色，並帶有明顯的深色條紋，通常沿主莖在葉腋處以 2 至 4 朵簇生排列，由最底部的花朵優先綻放。花瓣共有 5 片，每片長達 2 公分，並伴有長度約 3 至 6 毫米的萼片。

## 食用歷史
歐錦葵的食用歷史可追溯至西元前3,000年，而至今在地中海區域仍廣泛使用。其嫩葉、嫩芽、花朵和果實能夠直接生食或煮食。在摩洛哥、突尼西亞和巴勒斯坦等國家，人們也會以歐錦葵的葉子拌入大蒜與番茄蒸煮，作為沙拉或開胃菜。在埃及，人們則會在冬季以歐錦葵的葉子製作一種稱為「khobeiza」的燉菜料理。

## 藥用價值
在古希臘時期，歐錦葵即廣泛被作為軟化劑使用。其葉子與花朵能夠製作成敷料或軟膏，用於治療感冒、咳嗽、支氣管炎等呼吸道疾病，以及治療燒燙傷、外傷、濕疹等皮膚問題。同時，歐錦葵還能夠舒緩黏膜組織發炎，改善便秘和腹瀉等消化道狀況，因此也有人稱其為「潤腸草」。具體來說，歐錦葵的藥用效果來自它的錦葵素、黏質及多種黄酮类化合物，而這些成分抗氧化、抗發炎與滋潤黏膜組織皆十分有益。

### 改善功能性便秘
臨床研究顯示，補充歐錦葵萃取物能夠有助改善功能性便秘患者的排便頻率、糞便硬度和便秘相關的腹部疼痛。其他研究指出，歐錦葵萃取物對便秘的改善作用，包含促進腸道蠕動、增加糞便水分及緩解腸道氧化壓力等。因此，相較於一般緩瀉劑或其他天然助瀉成分，歐錦葵對腸道保養的效果，主要是維持腸道黏膜健康、增進消化道機能及滋潤糞便，而不是藉由刺激腸道滲透壓來達到急性腹瀉。同時，歐錦葵也不含有番瀉苷、大黄素等蒽醌化合物，傳統被認為較溫和且安全。

### 促進肌膚修復
動物研究顯示，外用歐錦葵萃取物能夠促進皮膚傷口癒合，以及減少皮膚的發炎症狀。 另一項臨床研究指出，使用含有歐錦葵成分的乳液，能夠顯著改善異位性皮膚炎兒童的皮膚狀況。

## 活性成分

### 錦葵多醣
研究顯示，歐錦葵的黏液含有豐富的多醣類成分，包含葡萄糖醛酸、半乳糖醛酸、鼠李糖、半乳糖、果糖、海藻糖、阿拉伯糖、甘露糖、木糖、岩藻糖、棉子糖等。這些物質所構成的黏質，也被認為是改善功能性便秘的主要成分。

### 錦葵素
錦葵素是一種 O-甲基化的花青素，於 1915 年首次在錦葵屬植物被發現，而被命名為「錦葵素」。其穩定性和顏色也會受到酸鹼值的影響，在鹼性環境會呈現藍色，而在中性或弱酸性環境則呈現紅色。因此，在沖泡錦葵花茶時，於茶湯加入些許檸檬汁會使其顏色由藍變紅。
動物研究顯示，帶有醣基的锦葵素-3-O-葡萄糖苷，可抑制葡聚醣硫酸鈉所誘發的結腸炎反應，並幫助改善腸道菌叢失調的狀況。同時，錦葵素也能夠抑制由多種藥物所引起的胃潰瘍與十二指腸潰瘍，緩解消化道的氧化發炎反應，而這種情況多半發生在經常飲酒或使用消炎止痛藥的族群。此外，錦葵素還能夠藉由調控Nrf2、ROS和NLRP3的細胞訊息路徑，緩解脂多糖所誘發的敗血性腸道損傷。